# Pollia gracilis
Pollia gracilis är en himmelsblomsväxtart som beskrevs av Charles Baron Clarke. Pollia gracilis ingår i släktet Pollia och familjen himmelsblomsväxter. Inga underarter finns listade.